# آتربرن، یورک‌شر شمالی
آتربرن (به انگلیسی: Otterburn) یک روستا و محله مدنی در بریتانیا است که در کرون واقع شده‌است.